# Campionato francese di rugby a 15 1904-1905
Il Campionato francese di rugby a 15 di prima divisione 1904-1905 fu vinto dallo Stade bordelais UC che sconfisse lo Stade français in finale.
Per la 2ª volta consecutiva le due squadre si trovarono in finale e la squadra di Bordeaux mantenne il titolo conquistato nel 1904.

## Gironi regionali
- Regione della Senna: Stade français (in finale batte il le Havre A.C. per 8-0).
- Regione della Garonna: Stade bordelais UC
- Regionde l Rodano: FC Lyon

## Finale della provincia
| 1905 | Stade bordelais UC | 14 – 3 | F.C. Lyon |  |

## Finale
| Arbitro: | Cyril Rutherford |

| |            | |
| mete: La cassagne (2) Thil, Jauréguiber | Marcatori  | mete: Vareilles |
| Jean Guiraud Pascal Laporte Maurice Bruneau Marc Giacardy Hélier Thil Campbell Cartwright André Lacassagne Max Kurtz Marcel Laffitte Jacques Dufourcq Alphonse Massé R.Dachicourt Jauréguiber Louis Mulot Herman Droz | Formazioni | Henri Marescal Charles Vareilles Stuart Forsyth Francis Mouronval Pierre Mouronval Lhuerre Guy de Talencé Charles Beaurin Allan Henry Muhr Camille Galliot André Vergès Marcel Communeau Georges Jérôme A. Bertjemann Paul Dedet |